# Ernst von Werdeck
Ernst von Werdeck, auch Ernst von Werdeck-Schorbus, (* 27. Dezember 1849 in Schorbus, Niederlausitz; † 19. August 1905 ebenda) war ein deutscher Rittergutsbesitzer und Reichstagsabgeordneter.

## Leben
1860 wurde Werdeck Sextaner des Friedrich-Wilhelms-Gymnasiums Cottbus. Nach dem Abitur studierte er Volkswirtschaft und Rechtswissenschaft an der Universität Greifswald, der Friedrich-Wilhelms-Universität Berlin, der Universität Leipzig und der Georg-August-Universität Göttingen. Er war Mitglied der Corps Borussia Greifswald (1871), Normannia Berlin (1872), Saxonia Leipzig (1873) und Brunsviga Göttingen (1875). Als Leutnant und Oberleutnant der Preußischen Armee kämpfte er im Deutsch-Französischen Krieg. 1893 übernahm er das Rittergut Schorbus. Zeitgleich ist seine Verbandstätigkeit für die Darlehnskasse der Provinz Brandenburg nachweisbar. Nach Übernahme von Schorbus nannte er sich nach dem Gutssitz Ernst von Werdeck-Schorbus.
Im Dreikaiserjahr gewählt, saß er bis 1904 im Preußischen Abgeordnetenhaus. Als Mitglied der Deutschkonservativen Partei war er von 1893 bis 1898 Mitglied des Reichstags (Deutsches Kaiserreich)
für den Wahlkreis Regierungsbezirk Frankfurt 9 Cottbus, Spremberg. Er arbeitete in den Parlamentsausschüssen Handwerkskammern, 
Strafprozeßordnung, Brennereigesamtkontingent, Binnenschiffahrt, Handelsgesetzbuch, 
Petitionen und Gewerbeordnung.
Ernst von Werdeck verlobte sich im Frühjahr 1892 mit Minna von Richter (* 1864), ältestes Kind des Karl von Richter und der Luise Höpfner. Die Hochzeit war am 13. September 1892. Der Vater war Gutsbesitzer in Gr. Rosainen, Kreis Marienwerder. Nach der Hochzeit bekamen sie eine Tochter. Minna von Werdeck lebte 1942 in Halberstadt.

## Werke
- Beiträge zur Geschichte von Schorbus,  F. W. Brandt, Cottbus 1906. Titel